# 本間光夫
本間 光夫（ほんま みつお、1926年2月7日 - 2001年5月31日）は、日本の医学者、内科医。慶應義塾大学医学部名誉教授・元JT医薬基礎研究所所長。秋田県出身。
1977年にベルツ賞2等賞を受賞し、1992年に紫綬褒章、1998年に勲三等瑞宝章を受章。2001年5月31日、腎不全のため死去。

## 主な著書
- 「痛風の診かた」 金原出版 (1981)
- 「自己免疫疾患―解説から治療まで」金原出版 (1982)
- 「膠原病の診療」全日本病院出版会 (1984/11)
- 「慢性関節リウマチと長期療法―より良きQuality of Lifeのために 」メディカルレビュー社(1990/01)
- 「薬の正しい使い方」日本医師会 (1996/11)